# Stacja Narciarska Palenica w Szczawnicy

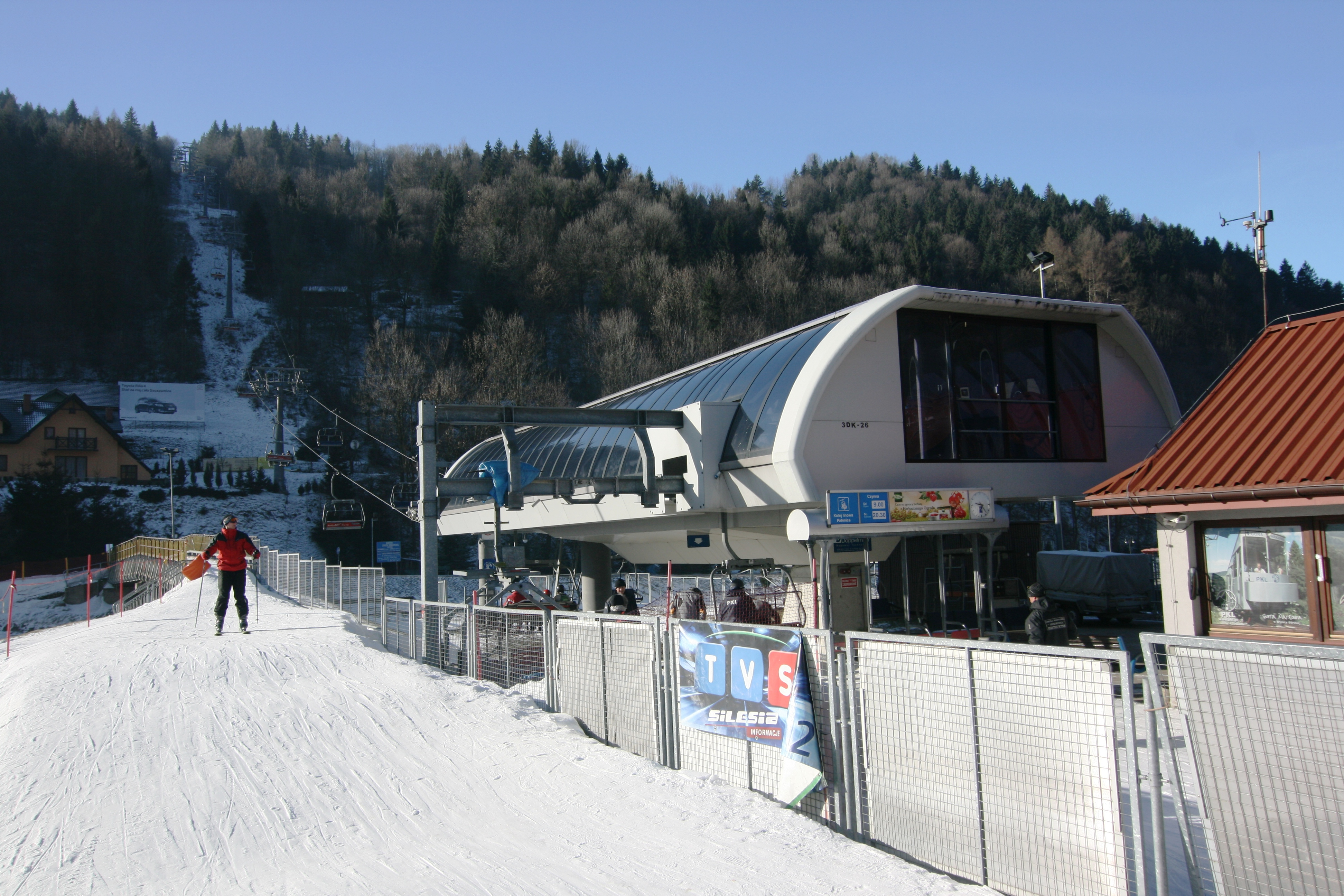
Dolna stacja wyciągu krzesełkowego na Palenicę

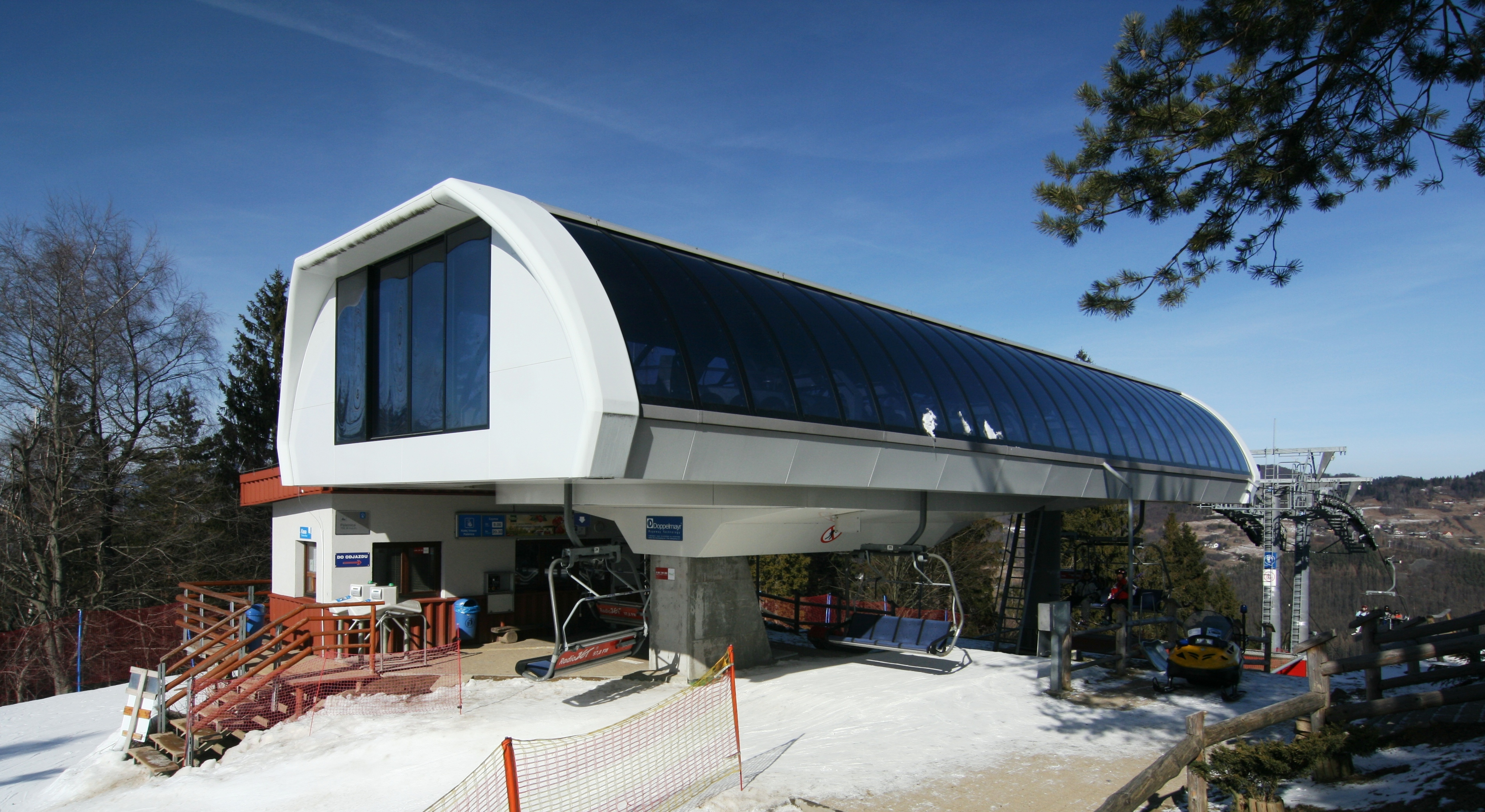
Górna stacja wyciągu krzesełkowego na Palenicę

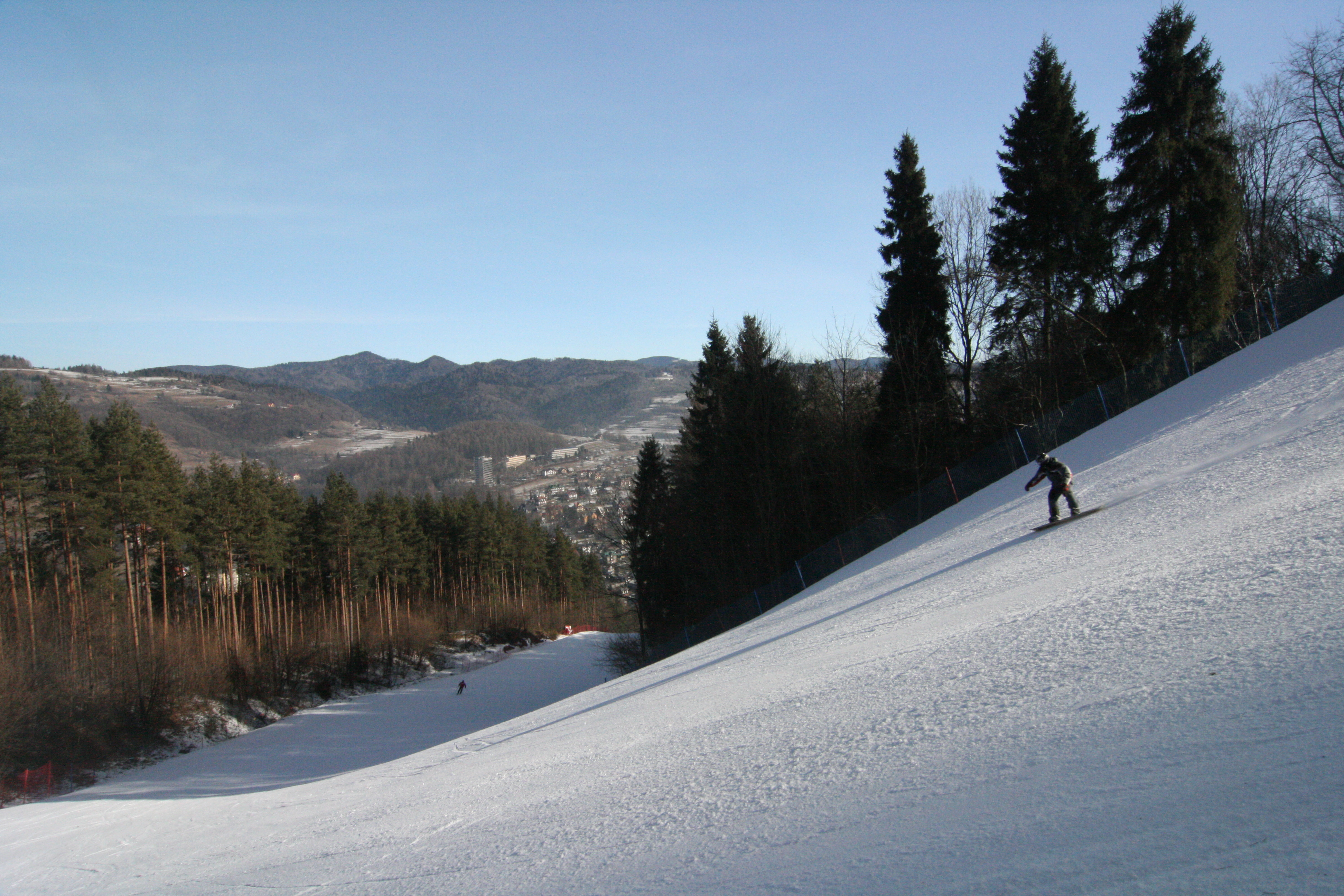
Trasa Palenica 1

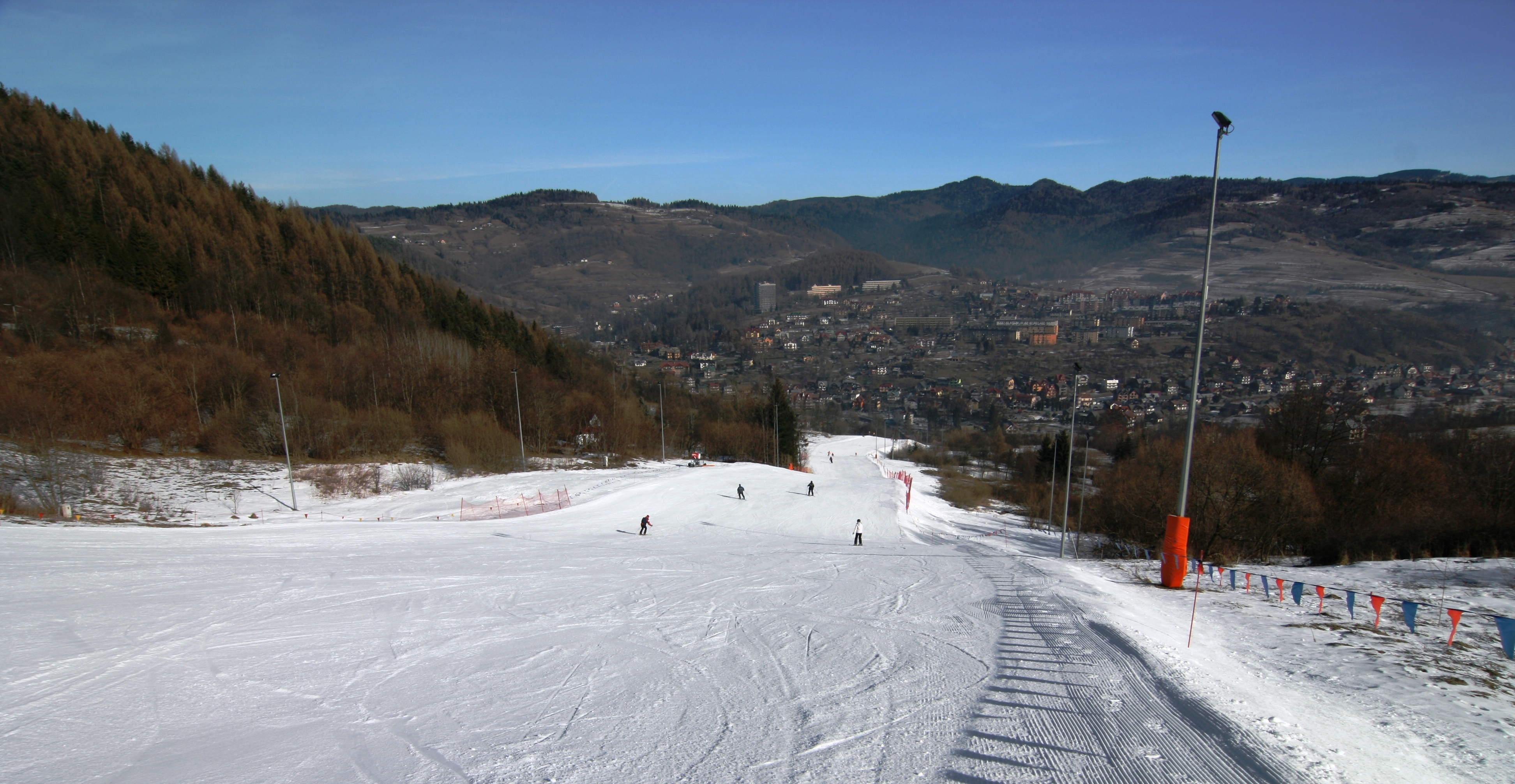
Trasa rodzinna (Palenica 4)

Stacja Narciarska Palenica w Szczawnicy – kompleks tras narciarskich położony na zboczach gór Palenica (722 m n.p.m.) i Szafranówka (742 m n.p.m.) na południe od Szczawnicy na granicy polsko-słowackiej w Małych Pieninach.

## Kolej i wyciągi
W skład kompleksu wchodzą:
- kolej krzesełkowa „Palenica” z krzesełkami 4-osobowymi, firmy Doppelmayr, o długości 783 m i przepustowości 2200 osób na godzinę[1] (czas wjazdu – 3 minuty),
- 3 wyciągi talerzykowe o długości 310, 333 i 258 m z przełęczy Maćkówki między Palenicą a Szafranówką o przepustowości 760 osób na godzinę każdy,
- 1 wyciąg do snowboardu długości 100 m i przepustowości 1000 osób na godzinę (rzadko czynny w zimie, w lecie służy zjeżdżalni grawitacyjnej).

## Trasy
| Nazwa trasy                      | Trudność  | Start                                         | Start                 | Meta                               | Meta                  | Dłu- gość (m) | Prze- wyż- sze- nie (m) | Na- chy- le- nie (%) | Oś- wie- tle- nie | Sztucz- ne naśnie- żanie | Homologacja FIS                         | Homologacja FIS                         | Uwagi |
| Nazwa trasy                      | Trudność  | nazwa                                         | wyso- kość (m n.p.m.) | nazwa                              | wyso- kość (m n.p.m.) | Dłu- gość (m) | Prze- wyż- sze- nie (m) | Na- chy- le- nie (%) | Oś- wie- tle- nie | Sztucz- ne naśnie- żanie | numer                                   | ważna do                                | Uwagi |
| -------------------------------- | --------- | --------------------------------------------- | --------------------- | ---------------------------------- | --------------------- | ------------- | ----------------------- | -------------------- | ----------------- | ------------------------ | --------------------------------------- | --------------------------------------- | --- |
| 1 (Palenica 1)                   | czerwona  | górna stacja wyciągu krzesełkowego (Palenica) | 719                   | dolna stacja wyciągu krzesełkowego | 456                   | 1000          | 263                     | 26                   | nie               | tak                      | Nie ma homologacji, mimo oznaczeń „FIS” | Nie ma homologacji, mimo oznaczeń „FIS” | |
| 2 (Szafranówka I)                | niebieska | Szafranówka                                   | 723                   | Groń                               |                       | 400           | 75                      | 19                   | tak               | tak                      |                                         |                                         | |
| 3 (Szafranówka II)               | czerwona  | Szafranówka                                   | ok. 735               | Groń                               |                       | 500           | 100                     | 20                   | nie               | tak                      |                                         |                                         | |
| 4 (Palenica II – Trasa Rodzinna) | niebieska | Szafranówka                                   | 723                   | dolna stacja wyciągu krzesełkowego | 453                   | 1800          | 270                     | 15                   | tak               | tak                      |                                         |                                         | |
| 5 Half-pipe                      |           | Palenica                                      | ok. 710               | Groń                               |                       | 150           | 20                      | 13                   | nie               | tak                      |                                         |                                         | rzadko urządzany, szerokość 15 m, wysokość ścian 3,5 m, odbywały się tu wszystkie konkurencje snowboardowe Uniwersjady w 2001 roku |

W sumie w ofercie znajduje się prawie 4 km tras zjazdowych o różnym stopniu trudności. Na niektórych mapkach, w tym na mapce prezentowanej na oficjalnej stronie operatora trasa „Palenica 1” oznaczona jest czarnym kolorem.
Mimo pojawiającego się czasem w nazwie trasy Palenica 1 elementu „FIS”, żadna z tras Stacji Narciarskiej Palenica nie posiada homologacji FIS.

## Pozostała infrastruktura
Na terenie Stacji znajdują się:
- płatny parking
- płatne WC
- 2 wypożyczalnie sprzętu narciarskiego i serwis narciarski
- szkoła narciarska
- stacja GOPR
- wózkowa zjeżdżalnia grawitacyjna spod szczytu Palenicy w kierunku Gronia
- 3 pawilony gastronomiczne na szczycie i polanie wokół szczytu Palenicy i restauracja „Pod kolejką” przy dolnej stacji kolei krzesełkowej
- liczne kioski z lokalnymi wyrobami.

## Operator
Operatorem ośrodka jest spółka Polskie Koleje Linowe S.A.

## Historia
Do końca lat 80. XX wieku istniał tu jeden wyciąg orczykowy pod szczytem Szafranówki. W 1991 roku oddano do użytku kolej z krzesełkami dwuosobowymi na Palenicę pod ulicy Głównej w Szczawnicy. Zjeżdżalnia grawitacyjno-wózkowa została oddana do użytku 1 czerwca 1999 roku. 17 grudnia 2005 roku nastąpiło uruchomienie nowej, czteroosobowej, wyprzęganej kolei krzesełkowej firmy Doppelmayr. W tym samym czasie został wybudowany kolejny, trzeci wyciąg talerzykowy (nie licząc orczyka przy halfpipie) na Polanie Szafranówka, którego podstawowym celem jest dowóz narciarzy i snowboardzistów do oświetlonej trasy narciarskiej Palenica II (Rodzinna).

## Plany na przyszłość
Rozważana jest budowa kolei od strony Leśnicy i tras na stronę słowacką oraz ułatwienia dla narciarzy w pokonywaniu długiego płaskiego odcinka dojazdowego i przeprawy przez Grajcarek: estakada dojazdowa albo ruchomy chodnik do dolnej stacji kolei krzesełkowej w Szczawnicy.